# William J. Randall
William Joseph Randall, född 16 juli 1909 i Independence i Missouri, död 7 juli 2000 i Independence i Missouri, var en amerikansk politiker (demokrat). Han var ledamot av USA:s representanthus 1959–1977.
Randall ligger begravd på Woodlawn Cemetery i Independence.